# Solero (singolo)
Solero è un singolo del cantante italiano Lorenzo Fragola e del gruppo musicale italiano The Kolors, pubblicato il 2 luglio 2021.

## Video musicale
Il video, diretto da Fabrizio Conte e girato a Villa Clerici a Milano, è stato pubblicato il 22 luglio 2021 attraverso il canale YouTube del cantante.

## Tracce
Testi di Federica Abbate e Stefano Tognini.
1. Solero – 3:00